# 富山県道150号魚津入善線
富山県道150号魚津入善線（とやまけんどう150ごう うおづにゅうぜんせん）は、富山県魚津市から同県下新川郡入善町に至る一般県道である。

## 概要
かつての旧国道（国道8号）であり、入善黒部バイパス完成後の2016年（平成28年）4月1日 に一般県道となった。

### 路線データ
- 起点：富山県魚津市江口（国道8号交点）
- 終点：富山県下新川郡入善町上野（国道8号交点）
- 路線延長：12.5km[1]

### 主要橋梁
- 片貝大橋
- 黒部大橋

## 歴史
- 1958年（昭和33年）5月31日 - 黒部大橋が供用開始[2]。
- 1959年（昭和34年） - この年までに富山県道14号黒部宇奈月線交点 - 黒部大橋間の区間が国道8号として開通[3]。
- 1962年（昭和37年）4月17日 - 国道8号富山市常願寺大橋 - 黒部市黒部大橋間が開通し、黒部市以南の区間が開通[4]。
- 2016年（平成28年）2月1日 - 認定[5]
- 2016年（平成28年）4月1日 - 入善黒部バイパスに並行する国道8号現道が移管・路線名変更され、「富山県道150号魚津入善線」となる[1]。

## 地理

### 通過する自治体
- 富山県
  - 魚津市
  - 黒部市
  - 下新川郡入善町

### 交差する道路
- 国道8号（起点：魚津市江口）
- 富山県道135号富山滑川魚津線（起点：魚津市江口）
- 富山県道126号福平経田線（西尾崎交差点）
- 富山県道126号福平経田線（木下新交差点）
- 富山県道125号福平石田線（田家交差点）
- 富山県道329号中山田家新線（田家新交差点）
- 富山県道122号石田前沢線（前沢西交差点）
- 富山県道364号若栗前沢線（前沢西交差点）
- 富山県道124号本野三日市線（天池交差点）
- 富山県道14号黒部宇奈月線（荻生交差点）
- 富山県道14号黒部宇奈月線（新堂交差点）
- 富山県道53号若栗生地線（黒部I.C口交差点）
- 富山県道119号沓掛生地線（沓掛交差点）
- 富山県道117号上飯野入善停車場線（入善町上飯野）
- 富山県道110号高畠上飯野線（上飯野交差点）
- 富山県道111号大家庄上飯野線（上飯野交差点）
- 富山県道116号小摺戸芦崎線（道古交差点）
- 富山県道114号青木吉原線（青木交差点）
- 国道8号（終点：入善町上野）

## 重複区間
- 富山県道126号福平経田線（魚津市西尾崎・西尾崎交差点 - 魚津市木下新・木下新交差点）